# Olesjky
Olesjky (Oekraïens: Олешки) is een stad in Oekraïne met circa 24.520 inwoners. De stad ligt aan de monding van de Dnjepr die 70 km stroomafwaarts via de Dnjepr-Zuidelijke Boeg-liman in de Zwarte Zee uitmondt.

## Geschiedenis
Olesjky werd voor het eerst genoemd in 1084.
In 1711-1728 bevond Olesjkivska Sitsj zich in de buurt van Olesjky.
De stad heette van 1928 tot 2016 Tsjoeroepynsk (Цюрупинськ).

## Klimaat
Volgens de Klimaatclassificatie van Köppen heerst er een vochtig continentaal klimaat. De gemiddelde temperatuur op jaarbasis is 10,3°C. De extreme temperaturen liggen ver uiteen, in januari 2006 was er een koude record van −26,3 °C en in augustus 2010 bereikte de thermometer een recordhoogte van 40,7 °C. Over het hele jaar valt er gemiddeld 450 millimeter neerslag, de verschillen tussen de natste en droogste maand zijn bescheiden. Van december tot en met maart is het land met sneeuw bedekt.